# Trapani vasútállomás
Trapani vasútállomás egy vasútállomás Olaszországban, Szicília régióban, Trapani megyében, Trapani településen. Forgalma alapján az olasz vasútállomás-kategóriák közül az ezüst kategóriába tartozik.

## Vasútvonalak
Az állomást az alábbi vasútvonalak érintik:
- Piraineto–Trapani-vasútvonal
- Alcamo Diramazione–Castelvetrano–Trapani railway